# Guatavita (jezero)
Jezero Guatavita (špansko Laguna Guatavita) leži v Cordilleri Oriental kolumbijskih Andov v občini Sesquilé v provinci Almeidas, departma Cundinamarca v Kolumbiji, 57 km severovzhodno od glavnega mesta Kolumbije, Bogotá.
Jezero je okroglo in ima površino 19,8 ha. Nekatere teorije o kraterskem nastanku, udarcu meteorita, vulkanskega pepela ali apnenčaste vrtače so zdaj ovržene. Najverjetnejša razlaga je, da je nastalo zaradi raztapljanja podzemnih nahajališč soli v antiklinali , kar je povzročilo nekakšno vrtačo.
V bližini v občini Sesquilé so topli vrelci, kar v zdaj že izumrlem jeziku čibča pomeni "vroča voda", ki so ga nekoč govorili lokalni avtohtoni ljudje,  Muisca.
Španski kolonizatorji in konkvistadorji so vedeli za obstoj svetega jezera v vzhodnih območjih Andov verjetno že leta 1531. Jezero je bilo povezano z rituali avtohtonih prebivalcev, ki so vključevali zlato. Vendar je bil prvi konkvistador, ki je prispel na dejansko lokacijo, Gonzalo Jiménez de Quesada, verjetno junija 1537, ko je bil na odpravi v visokogorje vzhodnih območij Andov v iskanju zlata. To je Špance pripeljalo v prvi stik z ljudstvom Muisca, ki naseljujejo Altiplano Cundiboyacense, vključno z okolico jezera Guatavita.
Jezero je zdaj središče ekoturizma, njegova povezanost z legendo El Dorada pa je tudi glavna atrakcija.

## Etimologija
Ime jezera izhaja iz jezika čibča, jezika Muisca: gwa - gora ali gwata, gwate - visoka višina ali gwatibita - visok gorski vrh; torej tolmun na visokem vrhu. Drugi pomen je "Konec kmetijskih polj".

## Muisca mitologija
Jezero Guatavita je bilo domnevno eno od svetih jezer ljudstva Muisca. Obred, ki so ga  tam izvajali naj bi bil osnova za legendo o El Doradu, zlatu. Legenda pravi, da se je zipa (poglavar), ob inavguraciji, prekrit z zlatim prahom, na slovesnem splavu, narejenim iz rogoza, odpeljal na jezero, se potopil v vodo in si spral zlato. Nato so častilci vrgli v vode različne votivne predmete, nakit in druge dragocene darove. Nekaj artefaktov zlata in srebra, najdenih na dnu, je dokaz za to trditev.

## Poskusi izsušitve jezera
Leta 1545 sta Španca Lázaro Fonte in Hernán Perez de Quesada, brat Gonzala Jiméneza de Quesade, izkoristila takratno suho sezono in v samo treh mesecih izsušila vodo. Nivo vode je padel za 3 m in izpustil zlate predmete in zlate kovance v vrednosti od 3000 do 4000 pesov.
Leta 1580 je španski trgovec Antonio de Sepúlveda poskušal posušiti jezero. Skupaj z okoli 8.000 Indijanci je želel "prerezati" breg in izsušiti vodo, a po padcu gladine za približno 20 m so se stene globokega jarka podrle in zamašile odtočni kanal. Pri tem je umrlo na stotine indijanskih delavcev. Nato je bilo treba projekt prekiniti. Antonio de Sepúlveda je odkril nekaj zlatih predmetov, kot so diski ali simboli božanstev ter smaragde.
José Ignacio Paris (Don "Pepe" Paris), prijatelj Simóna Bolívarja, je poskušal podobno kot Antonio de Sepulveda izsušiti jezero v 1820-ih, vendar je podjetje propalo zaradi slabih izkopavanj in pomanjkanja sredstev.
Britanskemu podjetniku Hartleyju Knowlesu je z gradnjo predora leta 1898 uspelo popolnoma izsušiti vodo, a je bilo izpostavljeno jezersko dno prekrito z meter debelo plastjo blata, ki je bilo nedostopno. Naslednji dan so poskušali z lopatami odstraniti blato, a je sonce utrdilo blatna tla. Kmalu zatem je blato zamašilo predor in jezero se je spet napolnilo z vodo. Hartley Knowles je odkril več predmetov, vrednih okoli 500 funtov.
Leta 1965 je kolumbijska vlada razglasila gorsko jezero Guatavita za nacionalno dediščino, s čimer je končala vse poskuse izsuševanja jezera.

## V popularni kulturi
Jezero Guatavita je prizorišče snemanja videospota pesmi No Te Pido Flores ("Ne prosim te za rože"), kolumbijske pevke Fanny Lú (2005). Pesem je prejela nominacijo Billboard Music Latin za "Tropical Airplay of the Year" in nominacijo za Latin Grammy za "Best Tropical Song".